# Dubî (Șubkiv), Rivne
Dubî (în ucraineană Дуби) este un sat în comuna Șubkiv din raionul Rivne, regiunea Rivne, Ucraina.

## Demografie
Componența lingvistică a localității Dubî
     Ucraineană (92,22%)
     Rusă (7,61%)
     Alte limbi (0,17%)
Conform recensământului din 2001, majoritatea populației localității Dubî era vorbitoare de ucraineană (92,22%), existând în minoritate și vorbitori de rusă (7,61%).